# Holophrastischer Sprachbau
Holophrastischer Sprachbau bezeichnet die Ausdrucksweise in der ersten Phase des kindlichen Spracherwerbs mittels Holophrasen (sogenannter Einwortsätze oder Einwortäußerungen) (holophrastisch zu altgriechisch ὅλος holos, deutsch ‚ganz‘, ‚vollständig‘ und φράσις [phrásis] ‚Redeweise, Ausdruck‘ =  den Inhalt eines Satzes mit einem Wort ausdrückend). Dabei wird der Inhalt einer Aussage nicht wie in der Sprache der Erwachsenen durch einen grammatisch vollständigen Satz, sondern durch ein einzelnes Wort geäußert, das zum Verständnis einen zentralen Teil der Semantik der Äußerung oder der Interaktion trägt (wie etwa „wau“ für „Da(s) ist ein Hund.“ oder „Mama!“ für „Mama, komm her!“). Im alltäglichen Sprachgebrauch gelten beispielsweise Imperative („Komm!“, „Geh!“) oder ein alleiniges „Ja“ oder „Nein“ als Antwort auf Fragen oder Bitten ebenfalls als Holophrasen.

## Holophrasen im frühkindlichen Spracherwerb
Diese Fähigkeit beginnt im Alter von zehn bis zwölf Monaten. Hierbei werden komplexe Ideen des Kindes zum Ausdruck gebracht. Sie beziehen sich auf die Gesamtsituation und können Wünsche, Gefühle, Behagen oder Unwohlsein ausdrücken oder mehr bedeuten, als in der Sprache der Erwachsenen darunter verstanden wird, jedoch durch den noch fehlenden Wortschatz noch nicht präzise ausgedrückt werden können. 
Sagt das Kind zum Beispiel „Ball“, bedeutet das nicht unbedingt, dass dieses Objekt benannt werden soll, sondern drückt eventuell den Wunsch aus, diesen Ball zu besitzen oder ihn wiederzubekommen, wenn er weggerollt ist.
Oft drücken Kinder ihre Bedürfnisse in Verbindung mit einer Zeigegeste aus, z. B. „da“. Die anfänglich benutzten Wörter bestehen in der Regel aus einfachen Silben (Wechsel von Vokalen und Konsonanten), oft aber in zweisilbiger Form. In dieser Einwortphase bevorzugt das Kind Substantive, womit aber Bezeichnungen für Situationen, Gegenstände oder Personen beliebig vertauscht werden.
Der Spracherwerb des Kindes geht äußerst schnell voran, jedoch sind hier offenbar Sprachtalent oder Intelligenz weniger bedeutsam als die körperliche Entwicklung, um verschiedene Eindrücke wahrzunehmen und diese zu koordinieren.
Beim Spracherwerb gibt es einige entscheidende Bedingungen:
- die Gehirnplastizität im Kindesalter
- die unmittelbare Einbeziehung des Kindes in bestimmte Sprachhandlungen
- die unmittelbare Lenkung der Aufmerksamkeit, z. B. auf einen Gegenstand in der Umgebung
- Ermutigung zu Äußerungen durch die Eltern
- Warum-Fragen der Eltern